# Jerónimo Amione
Jerónimo Arturo Amione Cevallos (Città del Messico, 31 marzo 1990) è un ex calciatore messicano, di ruolo attaccante.

## Carriera
Ha debuttato a 20 anni con l'Atlante nel torneo di Clausura 2010. Ha debuttato in campionato in una partita vinta contro i Tecos de la UAG.